# L'Isola (1981-1982)
L'Isola è stato un quotidiano fondato a di Sassari il 1º marzo del 1981.
L'obiettivo dell’editore era creare un secondo quotidiano sassarese alternativo a La Nuova Sardegna. La famiglia Bozzo, già detentrice del controllo dell’emittente privata «Radio Tele Finsar», cercò di realizzare una sorta di sistema multimediale che contemplava, oltre la carta stampata, radio e televisione.
La direzione del giornale fu affidata a Roberto Stefanelli, che era stato capocronista della Nuova Sardegna. 

## La storia
Nel 1980, dopo l'acquisto dall’editore Carlo Caracciolo, di fatto La Nuova Sardegna si schierò su posizioni vicine al centrosinistra. Per cui il nuovo giornale avrebbe dovuto ricolmare il vuoto creatosi, l'indirizzo editoriale era vicino alle posizioni della Democrazia cristiana.
La redazione era formata da circa quaranta persone, con pochi giornalisti professionisti e numerosi i giovani praticanti. Per un breve periodo lavorarono in prestito al giornale anche alcuni cronisti provenienti dai quotidiani Il Tempo e il Secolo d'Italia. Inoltre giornalisti disoccupati e gli editori-direttori di due periodici locali, Enrico Porqueddu del «Sassarese» e Pino Careddu di Sassari Sera come responsabile delle pagine di cultura ed economia.